# Michel Poffet
Michel Poffet, född den 24 augusti 1957, är en schweizisk fäktare som tog OS-brons i herrarnas lagtävling i värja i samband med de olympiska fäktningstävlingarna 1976 i Montréal.